# Cuautla (Morelos)
Cuautla (Kua-utla) – oficjalna nazwa "La heroica e histórica Cuautla de Morelos" (Bohaterska i historyczna Cuautla w Morelos) – miasto i gmina w Meksyku, w stanie Morelos, około 40 km na południowy wschód od stolicy stanu Cuernavaca. Niedaleko miasta znajdują się wykopaliska archeologiczne Chalcatzingo, świadczące o tym że okolica była już zamieszkała w okresie kultury olmeckiej, około 1500 lat p.n.e.
Według spisu ludności z 2005 roku, miasto liczyło 145 482 mieszkańców, a cała gmina 160 285. Powierzchnia gminy wynosi 153 651 km². Cuautla jest trzecim co do wielkości (według liczby mieszkańców) miastem w Morelos (po Cuernavaca i Jiutepec). Miasto zostało założone w kwietniu 1829 roku. Nazwa pochodzi z języka Nahuatl i znaczy "gniazdo orła". Obecnym burmistrzem jest Sergio Valdespin.

## Historia
W czasie wojny o niepodległość Meksyku, od lutego do maja 1812 roku, Cuautla była miejscem bitwy pomiędzy przywódcą ruchu niepodległościowego José María Morelos (po którym nazwano stan Morelos) i hiszpańskim generałem Félix María Calleja.
Podczas rewolucji meksykańskiej Emiliano Zapata rozpoczął swoje powstanie przez zajęcie Cuautli po krwawej bitwie z wojskami lojalnymi do Porfirio Díaza w 1911 r. W roku 1919, Zapata został zamordowany w zasadzce w pobliżu Cuautli.